# Thunnus
Thunnus là danh pháp khoa học của một chi cá biển thuộc họ Cá thu ngừ (Scombridae), tất cả các loài trong chi này đều có tên gọi chung là cá ngừ, mặc dù tên gọi này cũng áp dụng cho một số loài trong các chi khác cùng họ.

## Các loài
Chi này chứa 8 loài cá ngừ:
- Thunnus alalunga (Bonnaterre, 1788): Cá ngừ thịt trắng, cá ngừ vây dài (Albacore)
- Thunnus obesus (Lowe, 1839): Cá ngừ mắt to
- Thunnus atlanticus (Lesson, 1831): Cá ngừ vây đen
- Thunnus orientalis (Temminck & Schlegel, 1844): Cá ngừ vây xanh Thái Bình Dương
- Thunnus thynnus (Linnaeus, 1758): Cá ngừ vây xanh phương bắc
- Thunnus maccoyii (Castelnau, 1872): Cá ngừ vây xanh phương nam
- Thunnus tonggol (Bleeker, 1851): Cá ngừ đuôi dài
- Thunnus albacares (Bonnaterre, 1788): Cá ngừ vây vàng

|  |